# The Left Banke
The Left Banke (Лефт Бейнк) — американская музыкальная группа. В своих песнях совмещала рок с величественными квазиклассическими мелодиями и аранжировками, в 1960-е годы став пионером нового стиля «барокко-н-ролл».
Упругие плотные аккуратные гармонии группа позаимствовала у Битлз, аранжировав их струнными почти в камерном стиле. Также обращал на себя внимание высоко парящий вокал Стива Мартина, почти фальцет. Главным композитором в группе был клавишник Майкл Браун, со слов AllMusic — подросток-вундеркинд.
Добилась успеха группа очень быстро, сразу выпустив два хита: «Walk Away Renée» (5 место в горячей сотне «Билборда») и «Pretty Ballerina» (15 место).
Журнал «Роллинг стоун» поместил песню «Walk Away Renee» в исполнении группы The Left Banke на 222 место в своём списке 500 величайших песен всех времён. Кроме того, песня «Walk Away Renee» в исполнении группы входит в составленный Залом славы рок-н-ролла список 500 Songs That Shaped Rock and Roll.

## Дискография
См. «The Left Banke § Discography» в англ. разделе.